# جان تی. آلساپ
جان تابور آلساپ (John Tabor Alsap) (زادهٔ ۲۶ یا ۲۸ فوریه ۱۸۳۰‏ – درگذشتهٔ ۱۰ سپتامبر ۱۸۸۶)، پزشک، وکیل، سیاستمدار و دهقان اهل آمریکا بود که در روزهای آغازین قلمروی آریزونا فعال بود. برخی از دستاوردهای وی مشتمل بود بر منتصب شدن به عنوان نخستین خزانه‌دار قلمروی آریزونا، انتخاب شده برای سه دوره در مجلس قانون‌گذاری قلمرو، خدمت به عنوان رئیس مجلس قانون‌گذاری و رئیس شورا در مجلس قانون‌گذاری آریزونا و خدمت به عنوان نخستین شهردار فینیکس.

## زندگی‌نامه
آلساپ در ۲۶ یا ۲۸ فوریه ۱۸۳۰ در فرانکفورت، کنتاکی متولد شد. خانواده او زمانی که آلساپ دو سال داشت به اوهایو نقل مکان نموده و هنگامی که او ده ساله بود در فورت‌وین، ایندیانا ساکن شدند. اغلب گفته می‌شود که آلساپ در ۱۸۵۴ میلادی از کالج پزشکی نیویورک با کسب مدرک‌های حقوق و پزشکی فارغ‌التحصیل شد. هرچند شواهدی وجود دارد که وی دانش خود در رشته پزشکی با مطالعه نزد یک پزشک در ماریون، اوهایو فرا گرفت، نه از دانشگاه.
پس از اتمام مطالعات خود، آلساپ برای مدت کوتاهی به عنوان پزشک در ایندیانا خدمت کرده و بعداً با شهرستان کنترا کوستا، کالیفرنیا رفت. هنگام حضور در کالیفرنیا، وی حرفه‌های دهقانی و کاوش منابع طبیعی را نیز به پیشه پزشکی خود افزود.
در ۱۸۶۳ میلادی، آلساپ شروع به کاوش در جایی کرد که به‌زودی به قلمرو آریزونا مبدل شد. او به یورش دوم کینگ ووسلی بر علیه قبیله آپاچی که از ۲۹ مارس تا ۱۷ آوریل ۱۸۶۴ ادامه داشت، ملحق شده و به عنوان جراح گروه کار کرد. با پایه‌گذاری شهر پرسکات، آلساپ به مدیر و یکی از مالکان نخستین سالن شهر مبدل شد. وی از سوی فرماندار جان نوبل گودوین به عنوان نخستین خزانه‌دار این قلمرو انتصاب یافته و تا ۱۸۶۷ میلادی در این سمت به خدمت ادامه داد. یکی دیگر از فعالیت‌های بازرگانی وی، ملحق شدن به ریچارد کنینگهام مک‌کورمیک، ووسلی و چند فرد دیگر و تأسیس شرکتی برای ساخت نخستین جاده میان پرسکات و منطقه جنوبی آریزونا بود.
آلساپ در ۶ ژوئن ۱۸۶۶ با لوئیسا ای. اوسبورن، دختر یکی دیگر از پیشگامان پرسکات، ازدواج کرد. دو سال بعد، وی به عنوان نماینده شهرستان یاواپای در پنجمین دوره مجلس قانون‌گذاری قلمرو آریزونا انتخاب گردید. وی در جریان این دوره به عنوان رئیس شورا خدمت کرد.
در ۱۸۶۹ میلادی، او به برادر زن خود دبلیو. ال. اوسبورن ملحق شده و شروع به مزرعه‌داری در رودخانه نمک کرد. در آنجا، او به تأسیس شرکت فینیکس دیچ (Phoenix Ditch Company) که هدف آن تأسیس کانال‌های آبیاری در رودخانه بود، کمک کرد. در ۲۴ اکتبر ۱۸۷۰، آلساپ به عنوان یکی از سه عضو انجمن رودخانه نمک انتخاب گردید، کمیسیونی که مسئولیت نظارت از ساخت شهر فینیکس را برعهده داشت.
آلساپ در ۱۸۷۱ میلادی برای بار دوم از شهرستان یاواپای در ششمین دوره مجلس قانون‌گذاری قلمرو آریزونا نمایندگی کرد. در این دوره، او در کمیتهٔ خدمت کرد که وظیفه آن رسیدگی به مسئله به اصطلاح «مشکل آپاچی» بود. با این حال، از دستاوردهای اصلی وی در این دوره رهبری تلاشی برای تأسیس شهرستان مریکوپا از قسمت جنوبی شهرستان یاواپای بود. فرماندار آنسون پی.کی. سافورد، آلساپ را در ۲۱ فوریه ۱۸۷۱ به عنوان نخستین قاضی در دادگاه وصایای وارث جدیدالتاسیس، گماشت. آلساپ در ۱۸۷۲ میلادی وارد حوزه وکالت شده و برای چندین سال به خدمت در حوزه وکالت پرداخت.
آلساپ در مدتی که به عنوان قاضی وصایای وارث خدمت می‌کرد، مسئولیت سایر فعالیت‌های گوناگون را نیز برعهده داشت. این وظایف مشتمل بود بر حل و فصل ادعاهای مالکیت در شهرستان جدیدالتاسیس فینیکس، عقد ازدواج‌ها و بنابر سمتی که در دادگاه داشت، خدمت به عنوان سرپرست مدارس شهرستان. پس از اتمام دوره خدمت خود به عنوان قاضی، آلساپ در ۱۵ فوریه ۱۸۷۳ برای یک دوره دیگر در این سمت ابقا گردید. آلساپ پس از مرگ همسر خود، برای بار دوم با آنا دی. مورای ازدواج کرد.
آلساپ در ۱۸۷۵ میلادی از شهرستان ماریکوپا در هشتمین دوره مجلس قانون‌گذاری قلمرو آریزونا نمایندگی کرد. در این دوره، وی همچنین به عنوان رئیس مجلس نمایندگان خدمت کرد. سال بعدی وی یکی از اعضای هیئتی بود که به نمایندگی از آریزونا در نمایشگاه شرکت نمود. قاضی آلساپ برای بار دوم به عنوان نماینده شهرستان ماریکوپا در دوره ۱۸۷۹ مجلس قانون‌گذاری قلمرو آریزونا انتخاب شد. زمانی که شهر فینیکس در ۱۸۸۱ میلادی تأسیس شد، آلساپ به عنوان نخستین شهردار آن انتخاب گردید.
آلساپ در سازمان‌های برادرانه چون فراماسونری، آدفیلوز (Odd Fellows) و شوالیه‌های پیتیاس (Knights of Pythias) فعال بود. وی عضو کلیسای متدیسم نیز بود. آلساپ در ۱۰ سپتامبر ۱۸۸۶ در فینیکس درگذشت. وی در گورستان پارک یادبود پیشگامان و نظامیان در فینیکس به خاک سپرده شده‌است.

## ارجاعات
1. 1 2 3 4 5 6 7 8 9 10 11 12  Goff 1983, p. 3.
2. ↑  Farish 1915, p. 266.
3. 1 2  Farish 1915, p. 267.
4. ↑  Wagoner 1970, p. 54.
5. 1 2 3  Farish 1915, p. 268.
6. 1 2  "John Tabor Alsap (1832–1886)". Pioneers' Cemetery Association. March 13, 2005. Archived from the original on January 10, 2012. Retrieved October 8, 2011.
7. ↑  Wagoner 1970, p. 509.
8. ↑  Farish 1918, pp. 85–6.
9. ↑  Farish 1918, pp. 161–2.
10. ↑  Wagoner 1970, p. 510.
11. ↑  Wagoner 1970, p. 103.
12. ↑  Farish 1918, p. 133.
13. ↑  Farish 1918, p. 181.
14. ↑  Farish 1918, pp. 223, 268–9.
15. ↑  Farish 1918, p. 242.
16. ↑  Farish 1918, p. 214.
17. ↑  Wagoner 1970, p. 512.
18. ↑  Wagoner 1970, p. 514.
19. ↑  Farish 1918, p. 270.
20. ↑  D'Andrea, Niki (June 16, 2010). "Pioneer Veterans Memorial Cemetery". Phoenix New Times. Archived from the original on 19 June 2010. Retrieved 8 May 2022.